# 9,3×64 mm Brenneke
El 9,3 × 64 mm Brenneke (designado por el CIP) es un cartucho metálico para fusil de fuego central con cuello de botella y sin reborde, diseñado en 1927 por el fabricante de armas alemán Wilhelm Brenneke. Se considera adecuado para la caza de animales de tamaño mediano y grande en todo el mundo.
El 9,3x64mm fue diseñado para ser utilizado como cartucho de caza mayor de calibre medio para fusiles de cerrojo Mauser 98 de longitud estándar.

## Historia
Uno de los diseños de cartuchos más exitosos del famoso diseñador alemán de armas y municiones Wilhelm Brenneke fue el 9,3×64mm Brenneke que lo introdujo comercialmente en 1927, siendo el cartucho metálico para caza mayor más potente que diseñó. 

## Dimensiones del cartucho
La vaina tiene una capacidad de carga de 5,71 ml. Una característica poco común de este diseño de cartucho de fuego central alemán sin montura y con cuello de botella es que tiene un borde ligeramente rebajado (P1 - R1 = 0,28 milímetros). Una característica de la época son los hombros suavemente inclinados. La forma exterior del casquillo fue diseñada para favorecer una alimentación y extracción confiable.
Dimensiones máximas del cartucho CIP  9,3×64 mm Brenneke. Todas las medidas en milímetros (mm). 

## Uso en el campo
Su rendimiento balístico es similar al del .375 H&H Magnum. Al igual que cualquier otro cartucho de caza mayor, presenta un fuerte retroceso, por lo que una culata adecuada y un freno de boca eficaz ayudarán a reducir los problemas inducidos por el retroceso. Una ventaja del cartucho Brenneke de 9,3 × 64 mm es que se puede alojar en fusiles de cerrojo de tamaño estándar, de dimensiones similares a un .30-06 Springfield o .270 Winchester.
Los colonos alemanes solían utilizar el Brenneke para cazar los cinco grandes de África en las llanuras, tanto por deporte como por alimento, mientras que los cazadores deportivos británicos y estadounidenses se han inclinado más por el .375 Holland & Holland Magnum y cartuchos similares. Debido a la condición del 9,3 × 64 mm Brenneke, como un cartucho puramente civil, se puede utilizar en países que prohíben el uso civil de cartuchos militares antiguos o actuales. 

### .376 Steyr
Un cartucho comercial desarrollado a partir del casquillo del 9,3×64mm Brenneke es el .376 Steyr. Se trata esencialmente de un 9,3 × 64 mm ajustado con cuello de 9,5 mm (0,375 pulgadas) que se desarrolló como una evolución del concepto de fusil mediano "Super Scout" de Jeff Cooper, que a su vez era una extensión de su concepto de fusil explorador original. Con un mayor retroceso, el .376 Steyr es el cartucho práctico más grande para usar en un arma corta y liviana como el fusil Steyr Scout .